# Acontia bilimeki
Acontia bilimeki är en fjärilsart som beskrevs av Druce. Acontia bilimeki ingår i släktet Acontia och familjen nattflyn. Inga underarter finns listade i Catalogue of Life.